# 1692 Subbotina
1692 Subbotina је астероид главног астероидног појаса са пречником од приближно 36,59 .
Афел астероида је на удаљености од 3,163 астрономских јединица (АЈ) од Сунца, а перихел на 2,412 АЈ.
Ексцентрицитет орбите износи 0,134, инклинација (нагиб) орбите у односу на раван еклиптике 2,425 степени, а орбитални период износи 1700,339 дана (4,655 године).
Апсолутна магнитуда астероида је 11,10 а геометријски албедо 0,047.
Астероид је откривен 16. августа 1936. године.